# ナウ・アンド・ゼン (カーペンターズのアルバム)
『ナウ・アンド・ゼン』（Now & Then）は、カーペンターズが1973年に発表した通算5作目のアルバム。

## 解説
カーペンターズ初のセルフ・プロデュースによるアルバム。『遙かなる影』（1970年）以降のアルバムでは、ドラム・パートは主にスタジオ・ミュージシャンが担当することが多かったが、本作ではほとんどの曲でカレン・カーペンターがドラムを叩いている。
レコードのB面は、「イエスタデイ・ワンス・モア」と、そのリプライズ・ヴァージョンに挟まれる形で、オールディーズのカヴァーをメドレーで演奏している。曲間のDJのパートは、トニー・ペルーソが担当。「この世の果てまで」は、スキータ・デイヴィスの歌唱で1963年に大ヒットした曲で、カレン・カーペンターが初めて人前で歌った曲でもある。ザ・ビーチ・ボーイズの「ファン、ファン、ファン」、ジャン&ディーンの「デッドマンズ・カーブ」、ボビー・ヴィーの「燃ゆる瞳」では、リチャード・カーペンターがリード・ボーカルを担当。
アルバムは全米・全英チャートで2位を獲得。全英アルバム・チャートでは初のトップ10入りであった。日本では、カーペンターズにとって初となるオリコンLPチャート1位を獲得し、101週に渡ってチャート・インした。1973年当時の日本盤LPのタイトルは『ナウ・アンド・ゼン〜今、そしてあの頃』。本作からは、「シング」（全米3位）、「イエスタデイ・ワンス・モア」（全米2位）といったシングル・ヒットが生まれた。イギリスや日本などでは、「ジャンバラヤ」もシングルとしてリリースされ、イギリスで12位、日本で28位を記録した。
レコードジャケットのアートワークを長岡秀星が手掛けたことでも知られている。

## 収録曲

### A面
1. シング (Sing) - 3:20 (Joe Raposo)
2. マスカレード (This Masquerade) - 4:50 (Leon Russell)
3. ヘザー (Heather) - 2:47 (Johnny Pearson)
4. ジャンバラヤ (Jambalaya (On the Bayou)) - (Hank Williams) 3:40
5. アイ・キャント・メイク・ミュージック (I Can't Make Music) - 3:17 (Randy Edelman)

### B面
1. イエスタデイ・ワンス・モア (Yesterday Once More) - 3:50 (John Bettis, Richard Carpenter)
a. ファン、ファン、ファン (Fun, Fun, Fun) - 1:32 (Brian Wilson, Mike Love)
b. この世の果てまで (The End of the World) - 2:25 (Silvia Dee, Arthur Kent)
c. ハイ・ロン・ロン (Da Doo Ron Ron (When He Walked Me Home)) - 1:43 (Ellie Greenwich, Jeff Barry, Phil Spector)
d. デッドマンズ・カーブ (Dead Man's Curve) - 1:40 (Jan Berry, Roger Christian, Artie Kornfeld, B. Wilson)
e. ジョニー・エンジェル (Johnny Angel) - 1:30 (Lyn Duddy, Lee Pockriss)
f. 燃ゆる瞳 (The Night Has a Thousand Eyes) - 1:45 (Ben Weisman, Dottie Wayne, Marilyn Garrett)
g. アワ・デイ・ウィル・カム (Our Day Will Come) - 2:00 (Bob Hilliard, Mort Garson)
h. ワン・ファイン・デイ (One Fine Day) - 1:40 (Carole King, Gerry Goffin)
2. イエスタデイ・ワンス・モア（リプライズ） (Yesterday Once More (reprise)) - 0:58

## 参加ミュージシャン
- カレン・カーペンター – ボーカル、ドラムス
- リチャード・カーペンター - ボーカル、キーボード
- トニー・ペルーソ - ギター、DJ
- ゲイリー・シムズ - ギター
- ジョー・オズボーン - ベース
- バディ・エモンズ - スティール・ギター
- ジェイ・ディー・マネス - スティール・ギター
- ボブ・メッセンジャー - フルート、テナー・サックス
- ダグ・ストローン - バリトン・サックス
- トム・スコット - リコーダー
- アール・ダムラー - オーボエ、イングリッシュ・ホルン
- The Jimmy Joice Children’s Chorus - コーラス (on "Sing")
- ハル・ブレイン - ドラムス (on "Jambalaya")